# John Russell Bartlett
John Russell Bartlett (Providence, Rhode Island, 23 de octubre de 1805 – Ib., 28 de mayo de 1886) fue un historiador y lingüista estadounidense.

## Biografía
Bartlett nació en Providence, Rhode Island el 23 de octubre de 1805. En 1819 estudio en Lowville Academy en Lowville, Nueva York por dos años. Desde 1807 a 1824 vivió en Kingston, Canadá. Entre 1824 y 1836 regreso a Providence donde trabajó por cuatro años (1824-1828) en la tienda de su tío y después (1828-1831) fue el contador en el Banco de América del Norte. Finalmente, entre 1831 y 1836 fue el primer cajero de Globe Bank. 
En 1831, fue uno de los fundadores de la Providence Athenaeum, y fue elegido a ser el primer tesorero. Ese mismo año también fue elegido a ser un miembro de la Sociedad Histórica de Rhode Island. En 1832 Bartlett ordenó libros para la Providence Franklin Society, un liceo.: 5 A través de su vida, contribuyó a varias otras organizaciones incluyendo la New England Historic Genealogical Society,: 19 y fue elegido a ser un miembro de la American Antiquarian Society en 1856.
Bartlett se mudó a Nueva York en 1836, donde fue un socio en la tienda de Jesup, Vencejo y Compañía. En 1840 él y su amigo Charles Welford iniciaron la empresa Bartlett and Welford, una librería y empresa editorial, localizada en el hotel Astor House en el lado oeste de Broadway entre las calles Vesey y Barclay. La empresa, reconocida por su gran inventario de libros extranjeros, publicó cinco catálogos entre 1840 y 1848.: 7  Mientras en Nueva York, se hizo amigo de varios intelectuales importantes como etnólogo y político Albert Gallatin. En 1842,  colaboró con Gallatin para crear la Sociedad Etnológica Americana.: 7  Bartlett después sirvió como el Secretario Correspondiente Extranjero de la organización.
Bartlett es reconocido por su obra Dictionary of Americanisms (1848) la cual sigue siendo un recurso valuable a estudiantes del lenguaje y una contribución importante a la disciplina de lexicografía, aunque otras obras de dialecto más contemporáneas la remplazaron. Las ediciones subsecuentes fueron publicadas en 1859, 1860, y 1877. La primera edición fue traducida a holandés y publicada en 1854. La tercera edición de 1860 fue traducida a alemán y publicado en 1866. Esta obra es citada frecuentemente por el Oxford English Dictionary marcada con la abreviatura  "BARTLETT Dict. Amer."
Bartlett regresó a Providence en 1850.[5] De 1850@–1853  sea el Comisario de la Frontera de los Estados Unidos responsable de inspeccionar la frontera entre los Estados Unidos y México. En este tiempo viajó con Henry Cheever Pratt a través de la región suroeste de los Estados Unidos. La autocategorización Comcaac (escrito como "komkak"), del pueblo seri de la región noroeste de México, fue grabado por primera vez por Bartlett durante una breve visita en el principio de 1852. La palabra fue incluida en la lista de casi 180 palabras que Bartlett archivó en la Bureau of American Ethnology (ahora parte de los Archivos Antropológicos Nacionales en el Smithsonian).
Cuando fue remplazado por otro comisario después de que Presidente Franklin Pierce comenzó su término, publicó A Personal Narrative of Exploration and Incidents in Texas, New Mexico, California, Sonora and Chihuahua (2 vols, 1854). Esta obra contiene mucho material valioso sobre la ciencia e historia respecto de las área que atravesó.
De 1855 a 1872 Bartlett era Secretario del Estado de Rhode Island, y mientras estuvo en este rol acomodo y clasificó los registros estatales y preparó varias bibliografías y recopilaciones principalmente relacionados con la historia del estado. En los últimos años de su vida fue el bibliotecario de la Biblioteca de Brown de Carter de John y colecciono un catálogo exhaustivo  de la colección que se publicó en cuatro volúmenes. Murió en Providence el 28 de mayo de 1886.

## Familiar
John Russell Bartlett era el hijo de Smith Bartlett y Nancy (Russell) Bartlett. El 15 de mayo de 1831 se casó con Eliza Allen Rhodes de Pawtuxet, Rhode Island. Tuvieron siete hijos incluyendo: Elizabeth Dorrance (1833-1840), Anna Russell (1835-1885), Leila (1846-1850), y Fanny Osgood (1850-1882). La última hija fue nombrada en honor de la poeta, Frances Sargent Osgood, una amiga de la familia. Sus tres hijos eran: Henry Anthony (1838-1901), George Francis (1840-1842), y John R. Bartlett (1843–1904). Eliza murió en 1853. El 12 de noviembre de 1863 Bartlett se casó por segunda vez con Ellen Eddy de Providence.

## Nota

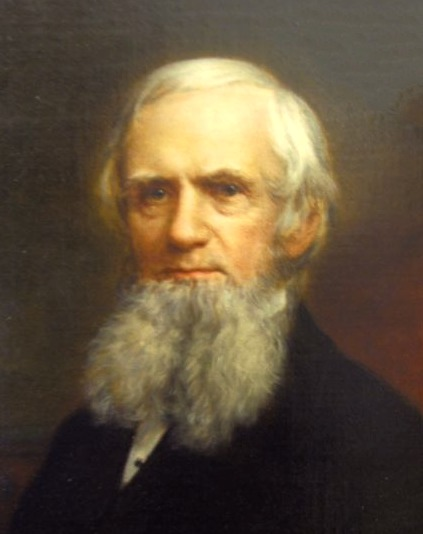
Retrato de Bartlett por John Sullivan Lincoln

John Russell Bartlett no se debe confundir con John Bartlett, compilador de Bartlett's Familiar Quotations.

## Obras
- Bartlett, John Russell (1847). The Progress of Ethnology: An Account of Recent Archæological, Philological and Geographical Researches in Various Parts of the Globe, Tending to Elucidate the Physical History of Man (2nd edition). New York: William Van Norden. Consultado el 20 de mayo de 2009.
- Bartlett, John Russell (1854). Personal Narrative of Explorations and Incidents in Texas, New Mexico, California, Sonora, and Chihuahua: Connected with the United States and Mexican Boundary Commission, During the Years 1850, '51, '52, and '53 (Vol. I) Y (Vol. II) Nueva York: D. Appleton & Company.
- Bartlett, John Russell (1858). Census of the Inhabitants of the Colony of Rhode Island and Providence Plantations. Providence: Anthony Knowles & Company. Consultado el 20 de mayo de 2009.
- Bartlett, John Russell (1865). Records of the Colony of Rhode Island and Providence Plantations, in New England: 1784–1792. Providence: Providence Press Co. Consultado el 20 de mayo de 2009.
- Bartlett, John Russell (1866). The Literature of the Rebellion: A Catalogue of Books and Pamphlets Relating to the Civil War of the United States. Boston: Draper and Halliday. Consultado el 4 de enero de 2015.
- Bartlett, John Russell (1874). The Soldiers' National Cemetery at Gettysburg: With the Proceedings at Its Consecration, at the Laying of the Corner-stone of the Monument, and at Its Dedication. Providence: Providence Press Co. Consultado el 20 de mayo de 2009.
- Bartlett, John Russell (1877). Dictionary of Americanisms: A Glossary of Words and Phrases Usually Regarded as Peculiar to the United States (4th Edition). Boston: Little, Brown, and Company. Consultado el 20 de mayo de 2009.

## Galería

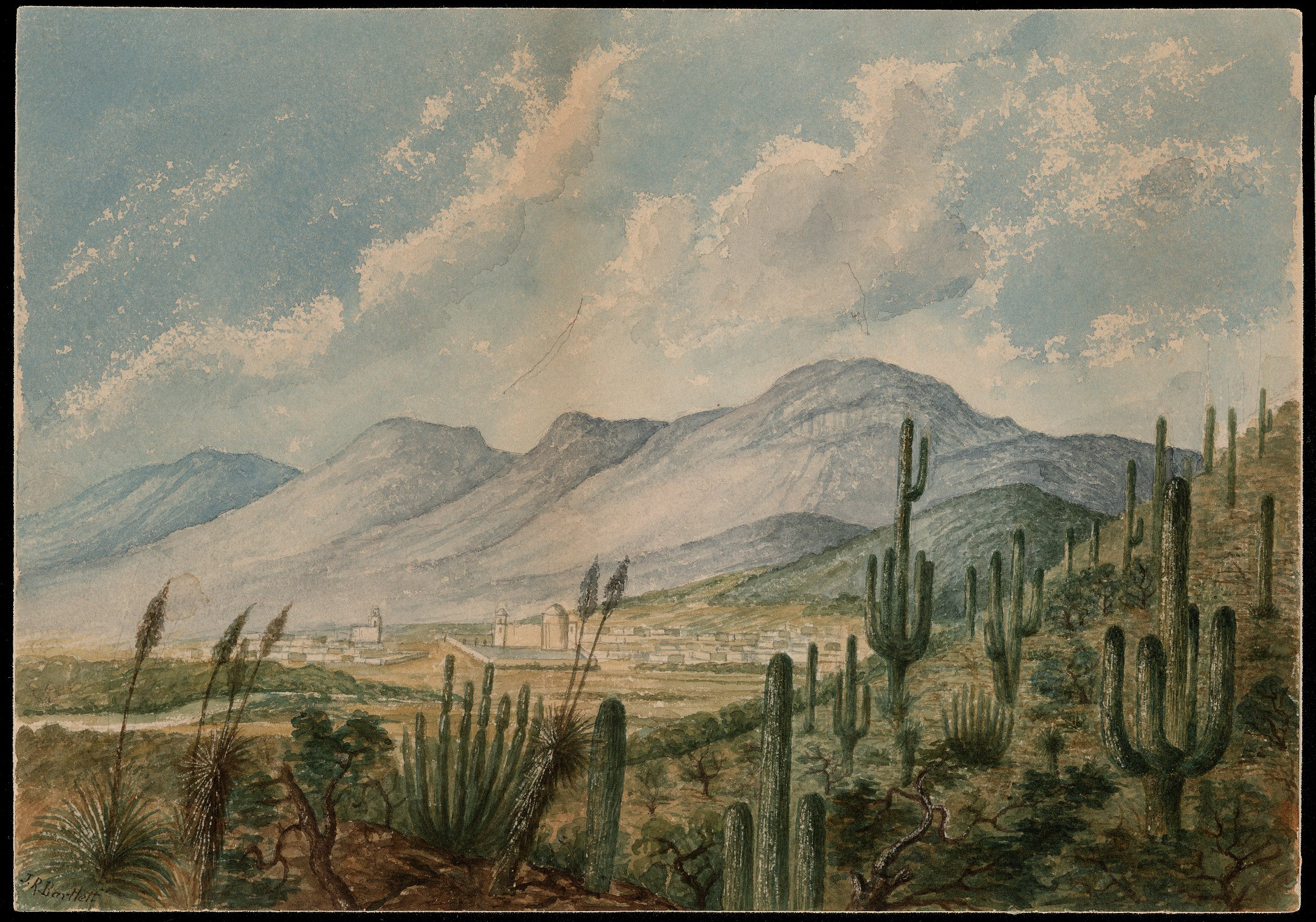
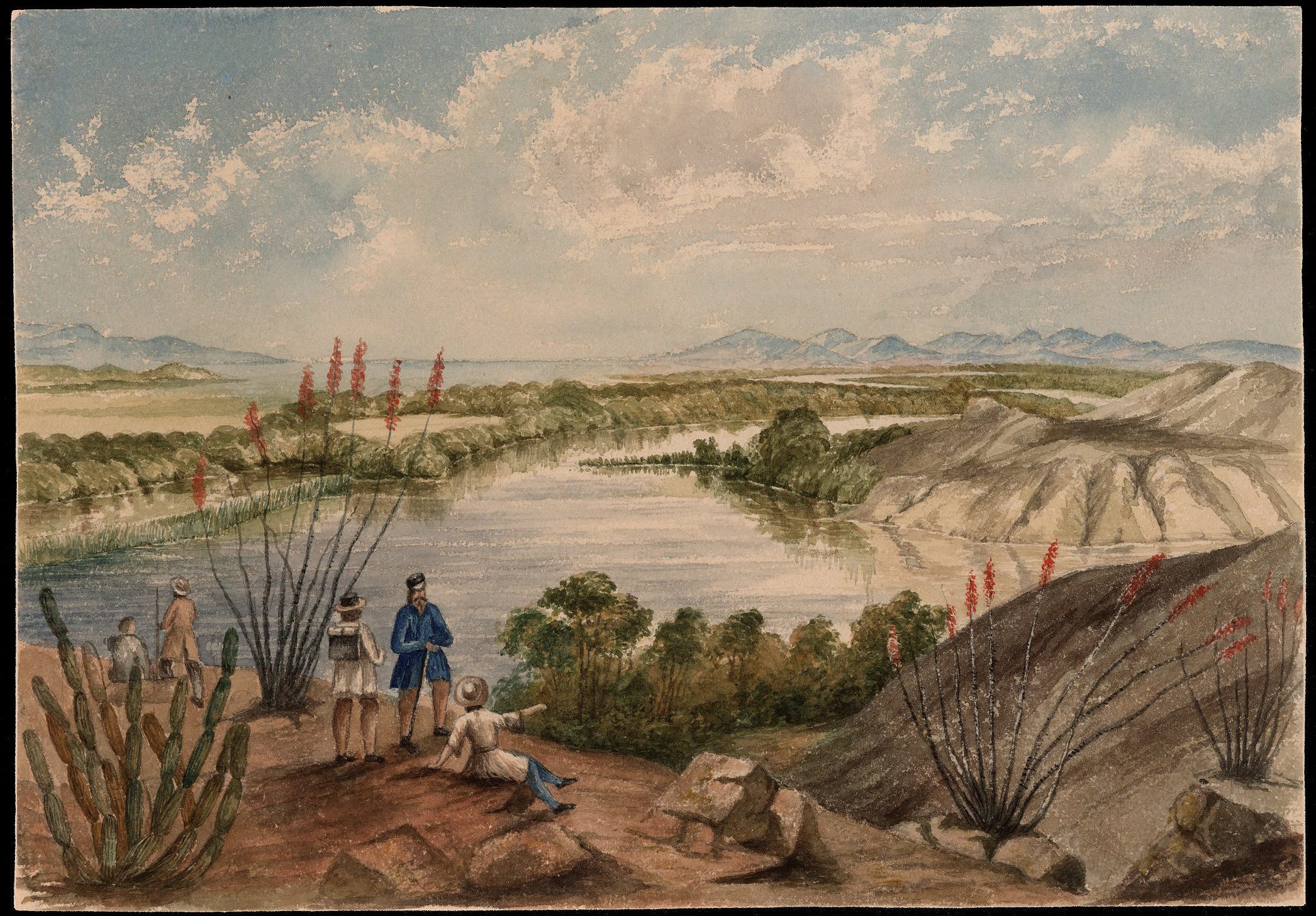
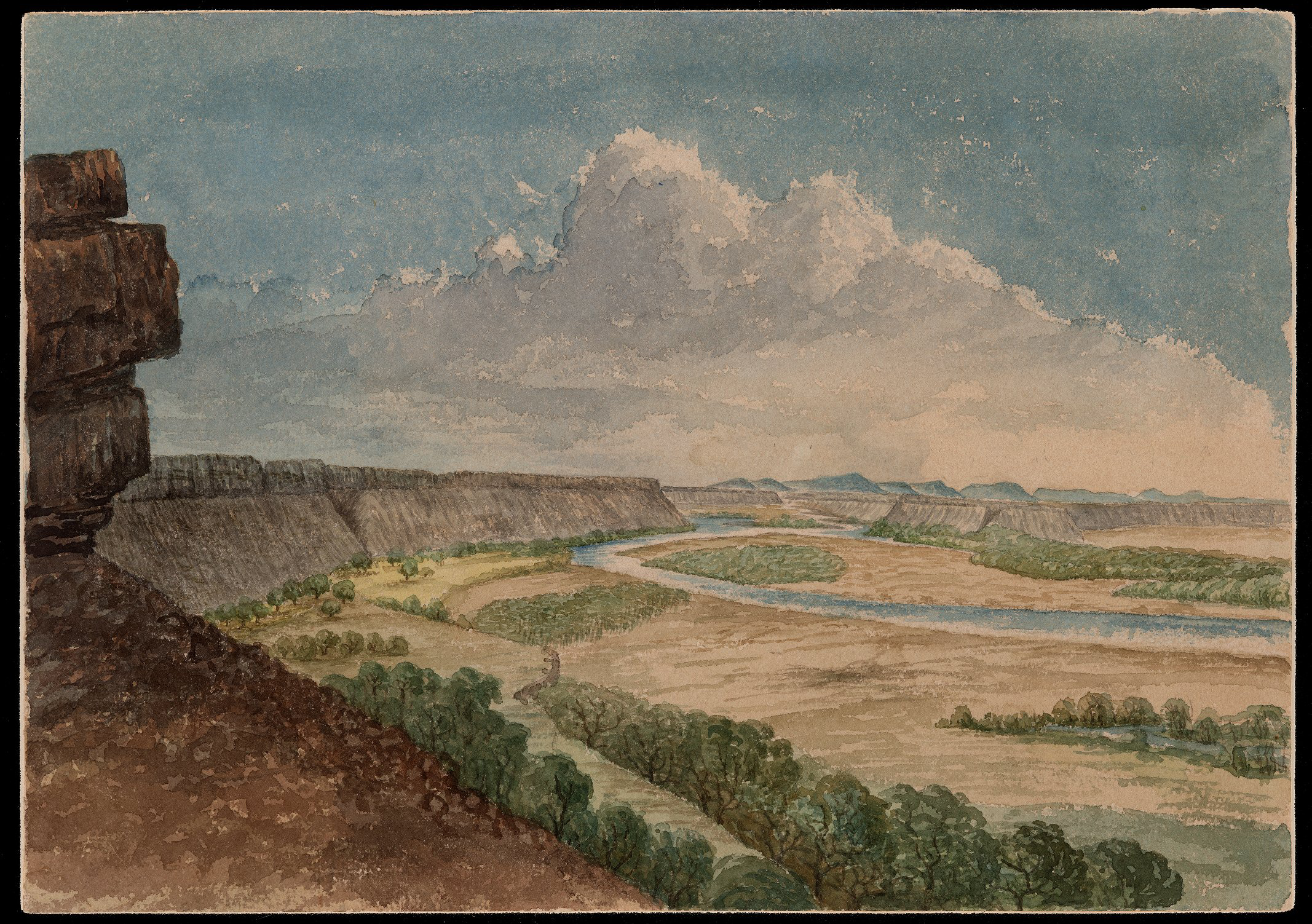
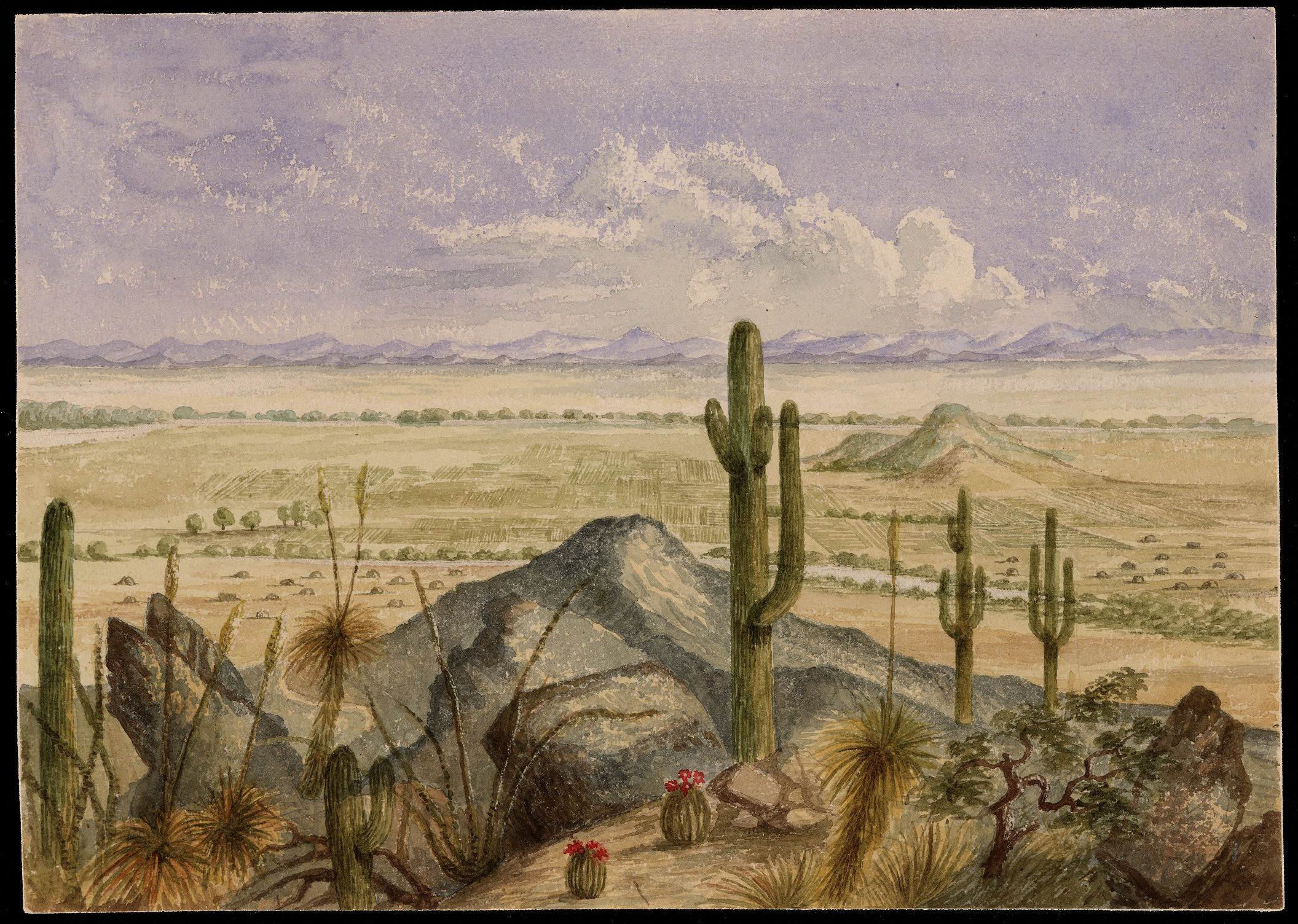
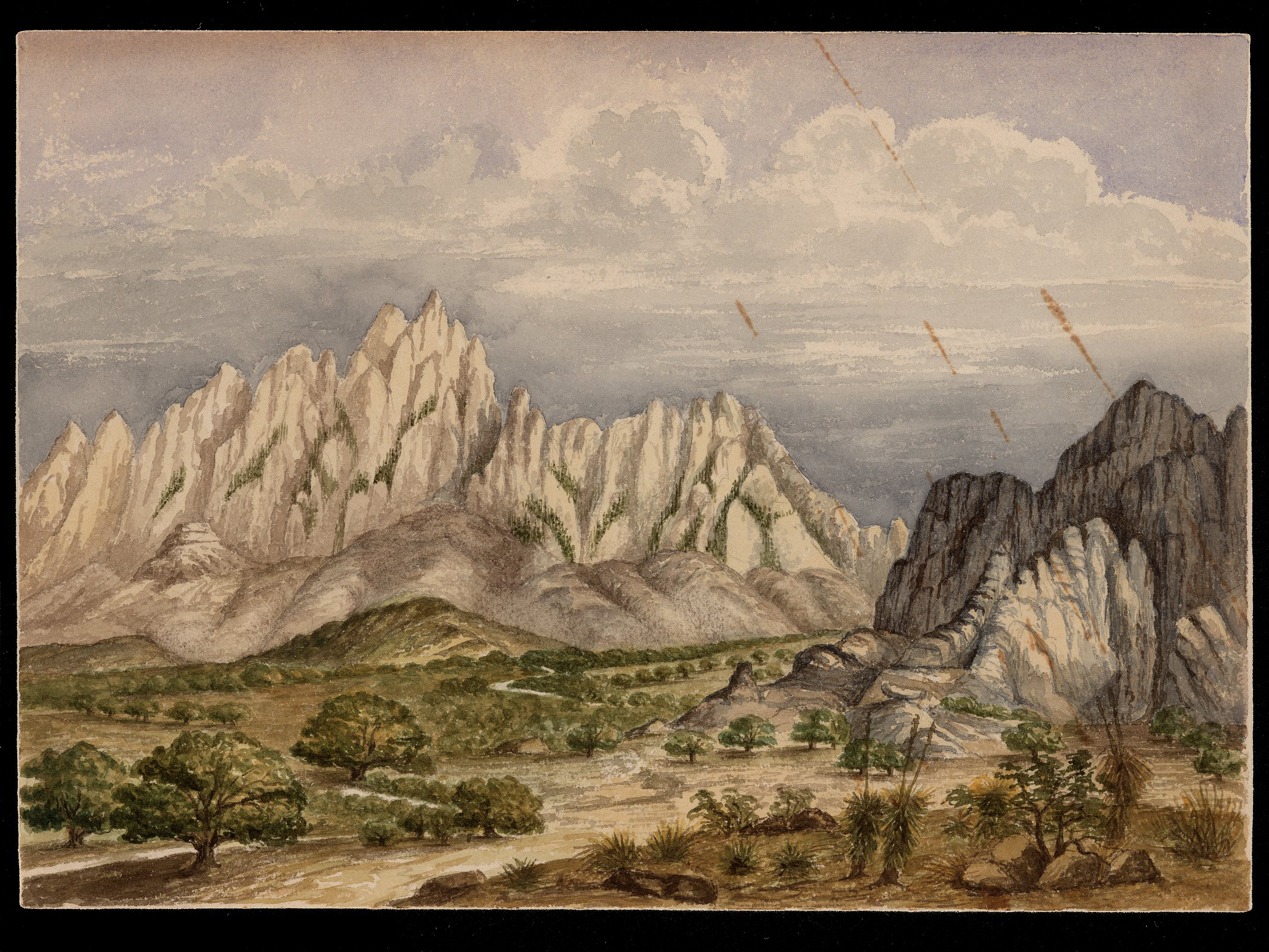
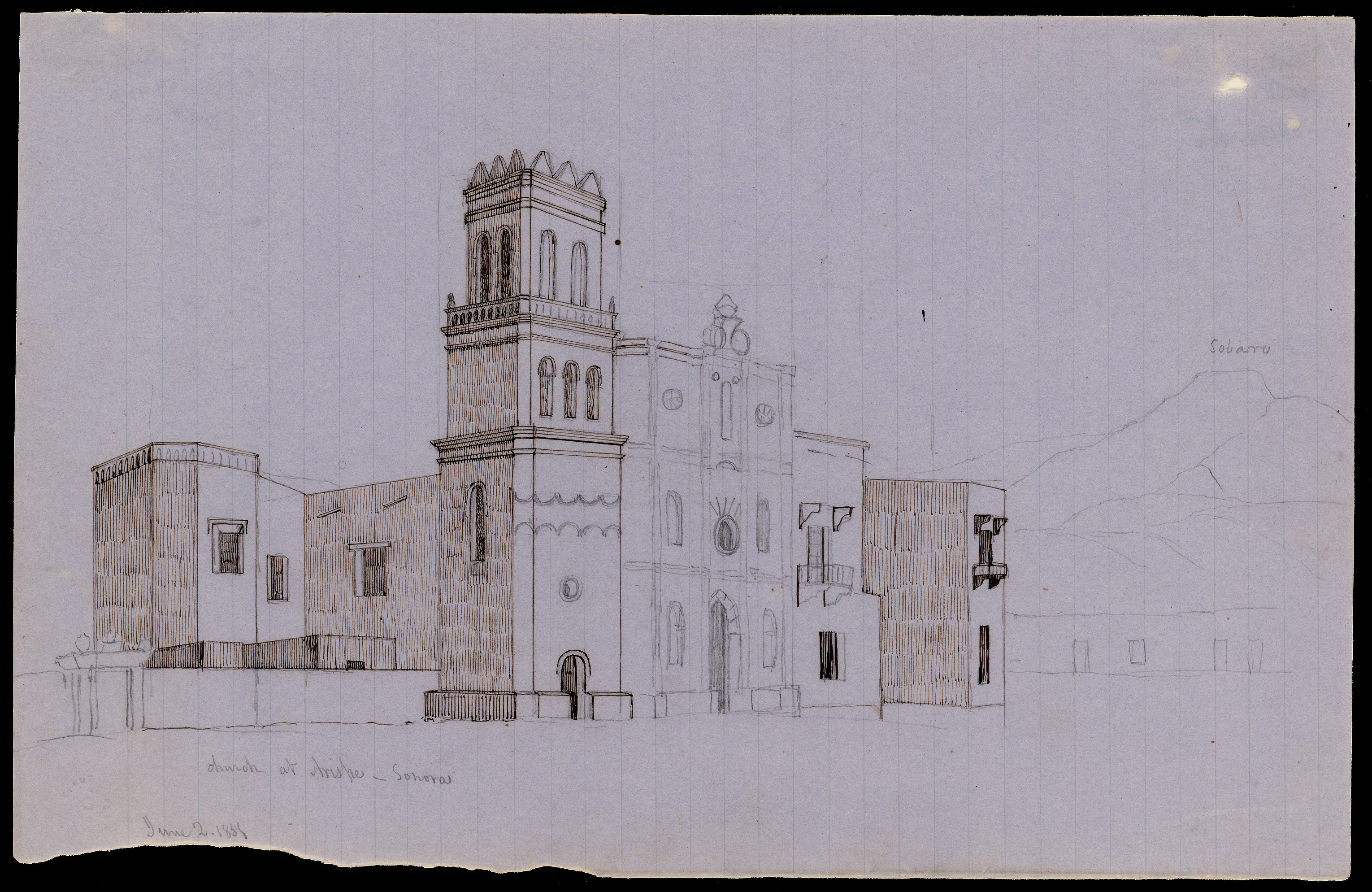
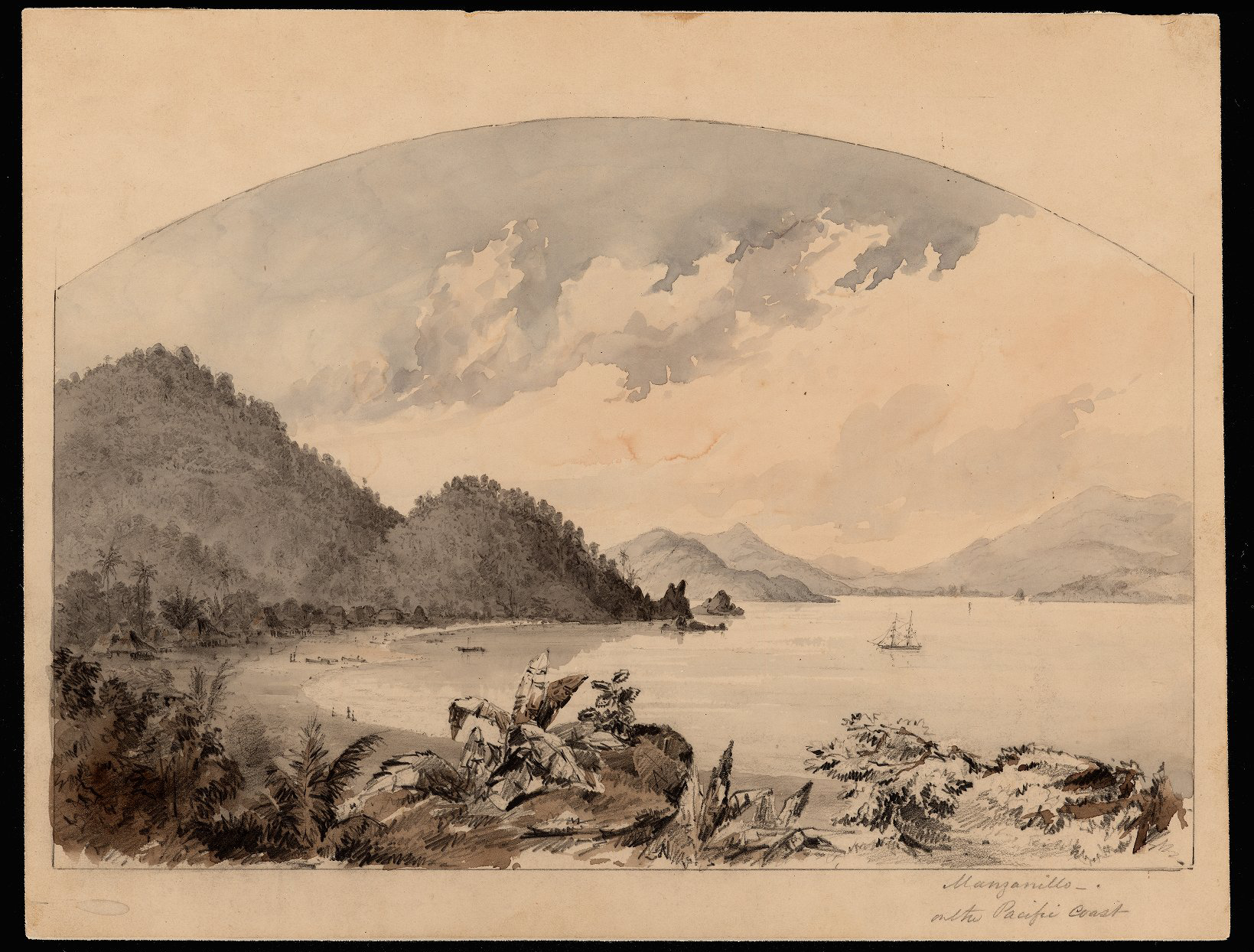
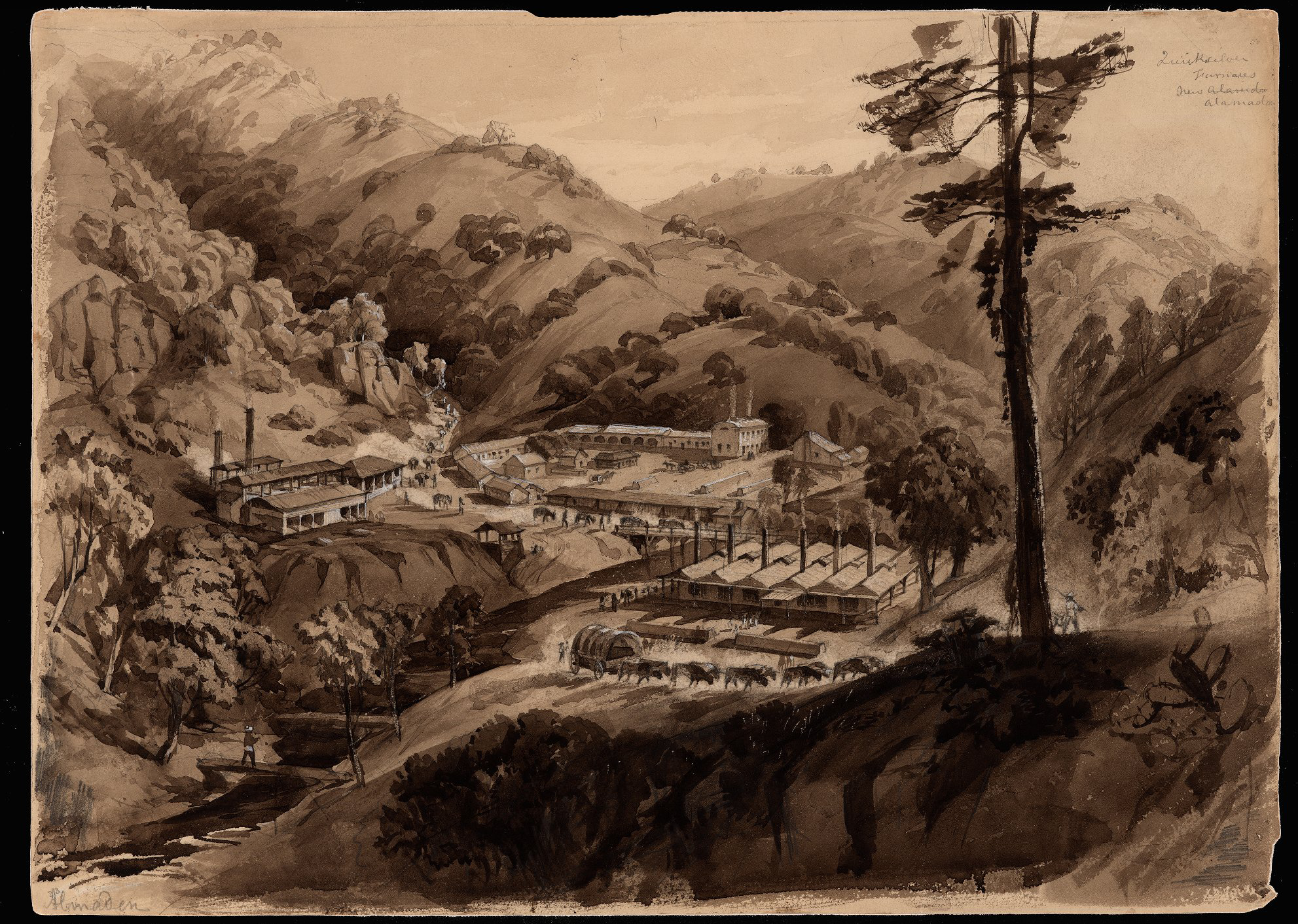
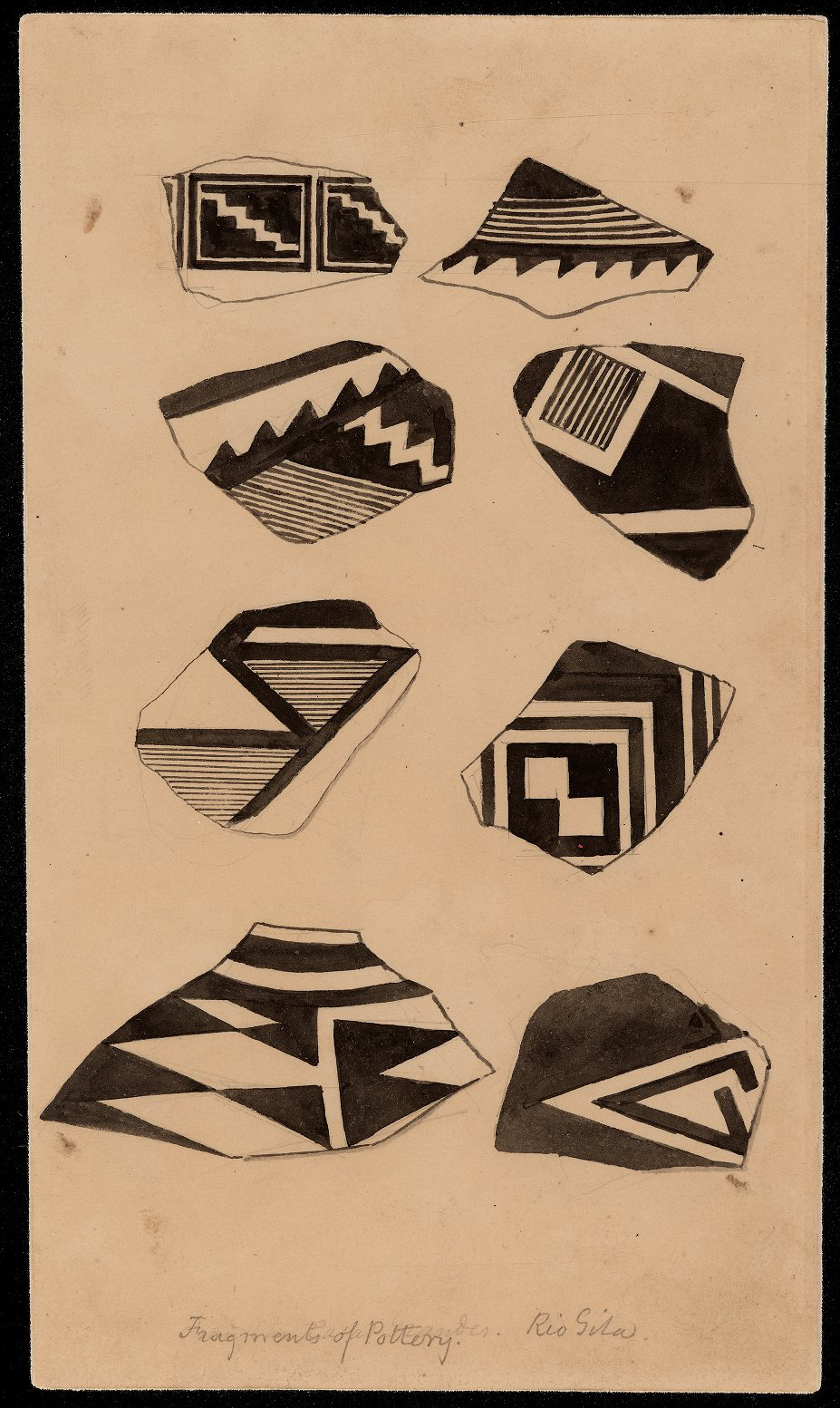
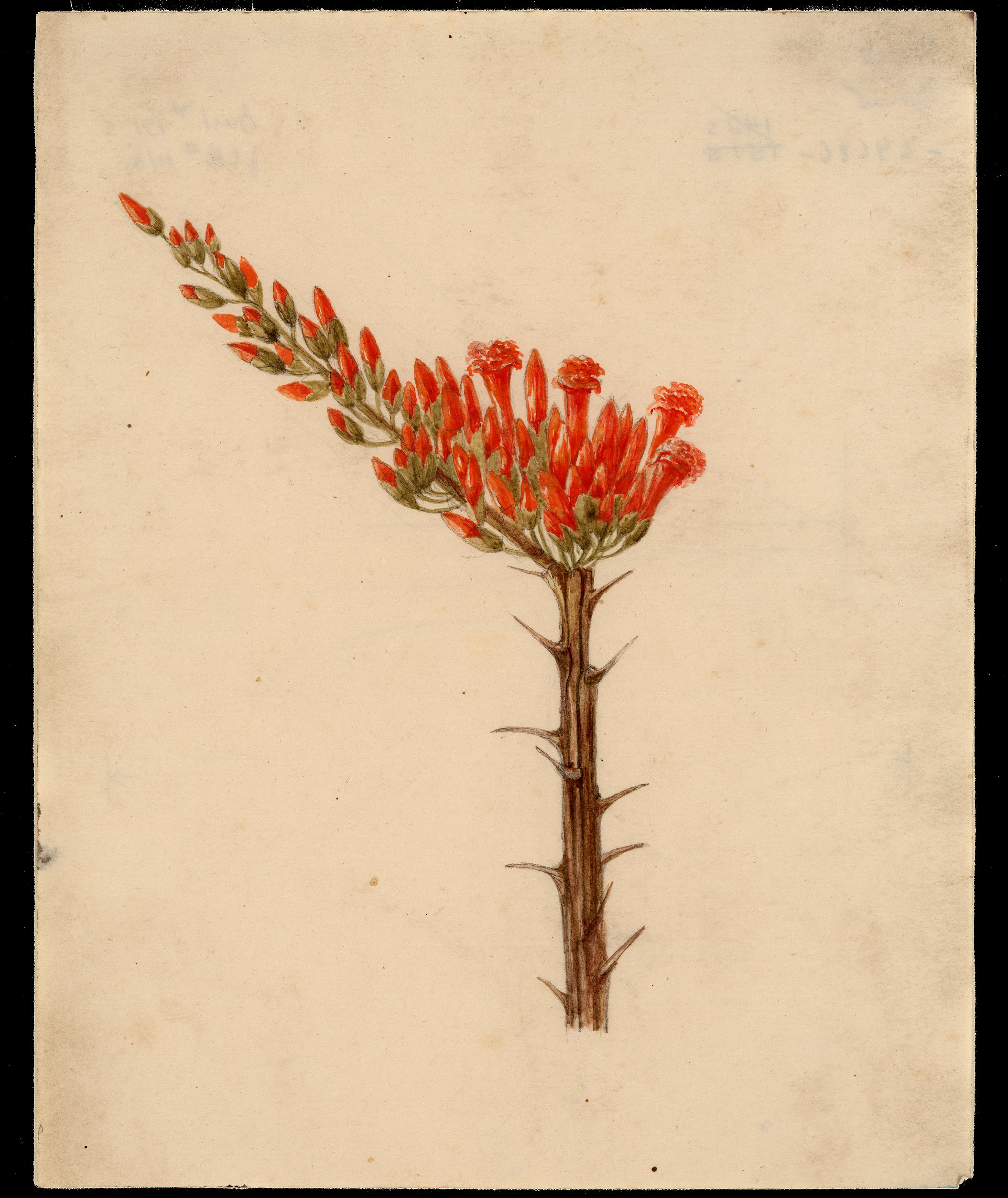
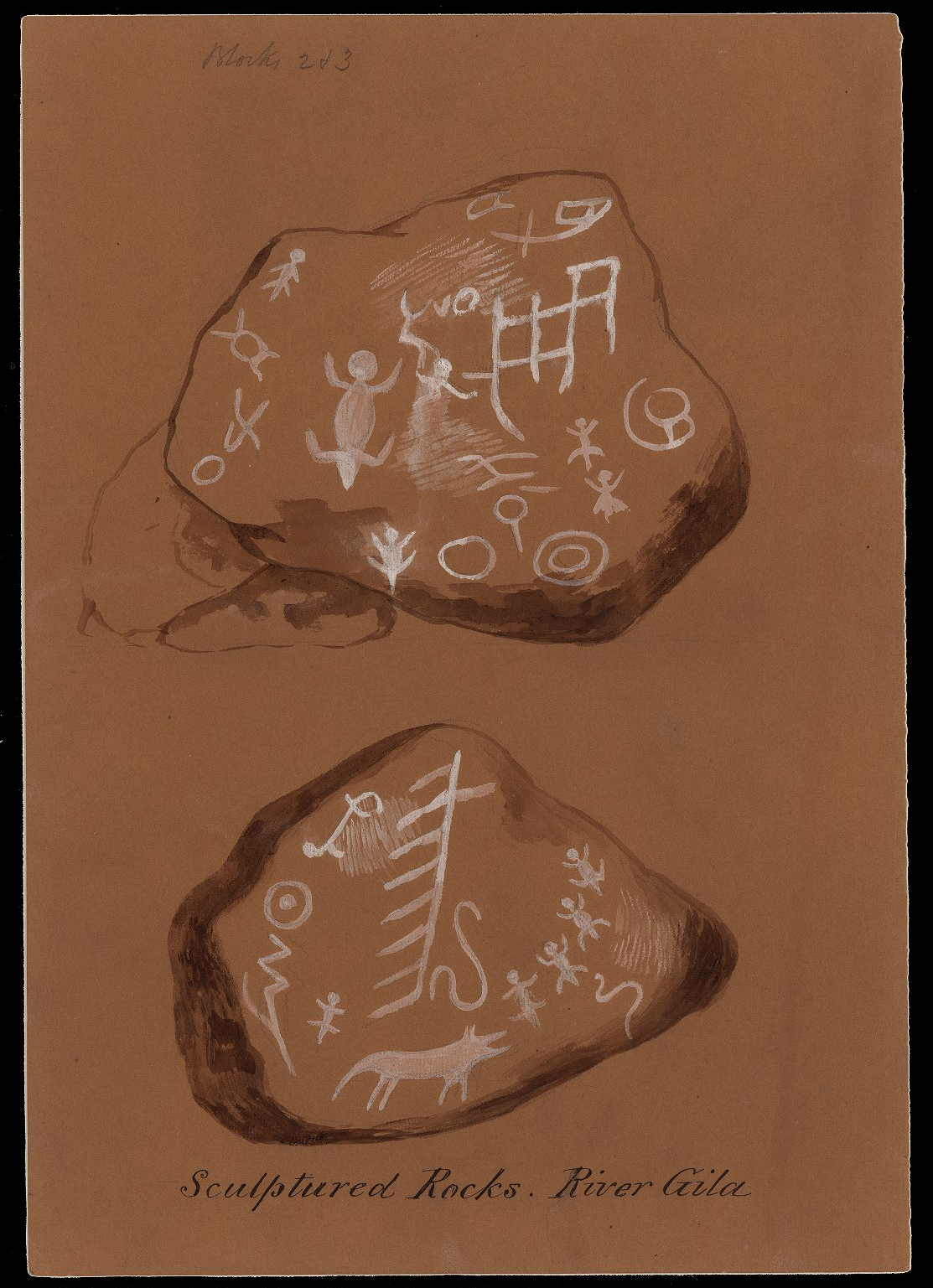
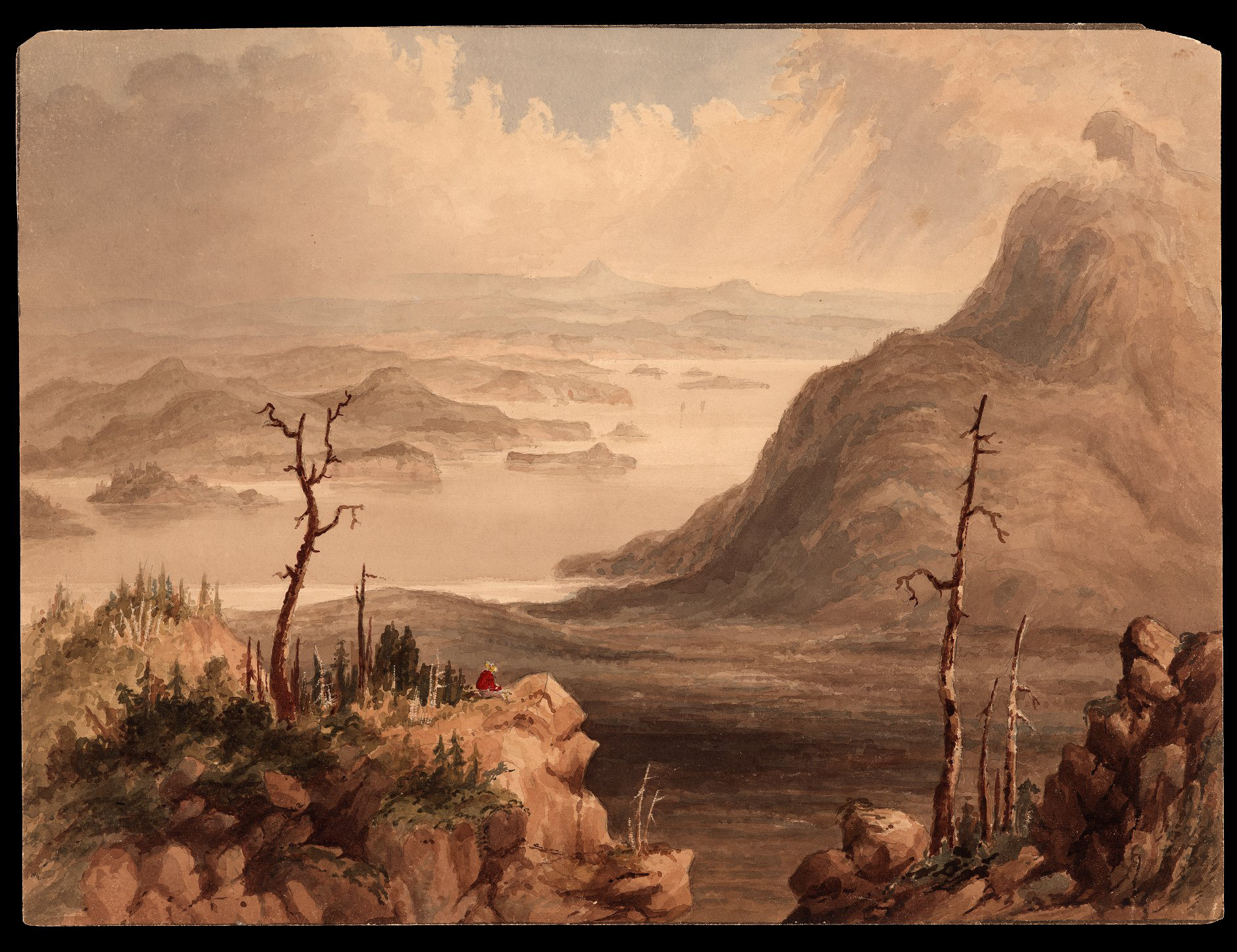